# 辅助病毒
辅助病毒（英文：Helper virus），是一种能够辅助另一种本身有缺陷病毒进行复制的病毒。 譬如丁型肝炎病毒需要借助感染同一细胞的乙型肝炎病毒才能进行复制。此外，在基因治疗中，辅助病毒常被用来复制和传播病毒载体。